# Rue Chabanais
Rue Chabanais [ry šabané] je ulice v Paříži. Nachází se ve 2. obvodu.

## Poloha
Ulice vede od křižovatky s Rue des Petits-Champs u domu č. 22 a končí u Rue Rameau č. 9. Ulice je orientována od jihu na sever. Na jihu je kolmá k ulici Rue des Petits-Champs a směrem na sever na ni navazuje náměstí Square Louvois.

## Historie
Ulice byla otevřena v roce 1773 nejprve mezi ulicemi Rue des Petits Champs a Rue Chérubini. Druhá, mnohem kratší část mezi ulicemi Rue Chérubini a Rue Rameau byla zprovozněna v roce 1838. Ulice získala své jméno 4. června 1775 podle markýze de Chabanais.

## Významné stavby
- V domě č. 1. se roku 1814 narodil architekt Eugène Viollet-le-Duc
- V domě č. 12 se v letech 1878-1946 nacházel nevěstinec Le Chabanais.